# Agropecuária Roncador
A Agropecuária Roncador ou simplesmente Cooperativa Fazenda Roncador, é a maior fazenda do estado do Mato Grosso e já foi considerada em 2020 a maior fazenda no Brasil. Faz parte atualmente de um conglomerado de empresas do Grupo Roncador S/A fundada  Aylton Soutello Pelerson (1918-2012), também fundador do Grupo Serveng
Hoje o Grupo Roncador é liderado pelo empresário e herdeiro da empresa, também um dos maiores investidores na Agronomia do país segue a tradição da família nas terras do Mato Grosso e AmazonasMarcos Roberto Soutello
 Em 2022 uma das empresas do empresário foi casada por desmatamento ilegal no Amazonas, o empresário segue em luta contra as acusações 